# KING OF PRISMのディスコグラフィ
KING OF PRISMのディスコグラフィ（キングオブプリズムのディスコグラフィ）では、日本のアニメーション映画『KING OF PRISM by PrettyRhythm』『KING OF PRISM -PRIDE the HERO-』関連のCDについて記述する。
発売は全てエイベックス・ピクチャーズ。

## サウンドトラック

### 劇場版KING OF PRISM by PrettyRhythm Song&Soundtrack
『劇場版KING OF PRISM by PrettyRhythm Song&Soundtrack』（げきじょうばん キングオブプリズム バイ プリティーリズム ソングアンドサウンドトラック）は、2016年4月27日に発売された『KING OF PRISM by PrettyRhythm』の主題歌・挿入歌および劇伴、オーディオドラマ、BGMを収録したサウンドトラックである。
2016年5月9日付オリコンチャートでは週間4位を記録した。
- 商品番号：EYCA-10957/10958

DISC 1
1. ドラマチックLOVE
歌：一条シン（寺島惇太）、太刀花ユキノジョウ（斉藤壮馬）、十王院カケル（八代拓）、香賀美タイガ（畠中祐）、西園寺レオ（永塚拓馬）、鷹梁ミナト（五十嵐雅）、涼野ユウ（内田雄馬）
作詞：宮嶋淳子 / 作曲・編曲：Yu
2. EZ DO DANCE -K.O.P. REMIX-
歌：仁科カヅキ（増田俊樹） VS 大和アレクサンダー（武内駿輔）
作詞・作曲：Tetsuya Komuro / 編曲：michitomo
3. pride -Louis ver.-
歌：如月ルヰ（蒼井翔太）
作詞：三重野瞳 / 作曲・編曲：山原一浩
4. Over the Sunshine! -Shin with Over The Rainbow ver.-
歌：一条シン（寺島惇太） with Over The Rainbow[メンバー 1]
作詞：真崎エリカ / 作曲・編曲：AstroNoteS
5. オーディオドラマ『華京祭は大騒ぎ！』
6. ドラマチックLOVE（inst.）
7. EZ DO DANCE -K.O.P. REMIX-（inst.）
8. pride –Louis ver.-（inst.）
9. Over the Sunshine! -Shin with Over The Rainbow ver.-（inst.）

DISC 2
劇伴担当は石塚玲依。
1. プリズム・ジャンプ
2. プリズムの王者（メインテーマ）
3. メインタイトル1
4. メインタイトル2
5. ユキノジョウ変化
6. 初登校
7. 寮の案内
8. 礼拝堂にて
9. オバレとの出逢い
10. 三人の語る過去話（確執）
11. 三人の語る過去話（和解）
12. ルヰ
13. PRISM その愛（愛のテーマ）
14. 浴場にて
15. 聖と冷
16. 対決
17. カヅキvsアレク
18. それぞれの思い
19. シュワルツローズ
20. コウジの旅立ち
21. 輝く未来
22. 独裁者・仁
23. 寂しい王者（メインテーマ変奏）
24. 楽しいサイクリング
25. シンとルヰ
26. 楽しい食事
27. 誤解
28. バトル
29. 三人の語る過去話（回想シーン）

### 劇場版KING OF PRISM -PRIDE the HERO- Song&Soundtrack
『劇場版KING OF PRISM -PRIDE the HERO- Song&Soundtrack』（げきじょうばん キングオブプリズム プライド ザ ヒーロー ソングアンドサウンドトラック）は、2017年9月27日に発売された『KING OF PRISM -PRIDE the HERO-』のサウンドトラックである。
アニミュゥモ限定購入特典には『EZ DO DANCE』の香賀美タイガ（声：畠中祐）ソロバージョンを収録したスペシャルCDが付属。
- 商品番号：EYCA-11595 - 7

DISC 1
1. Vivi℃ Heart Session!
歌：エーデルローズ新入生[メンバー 2]
作詞：真崎エリカ / 作曲・編曲：AstroNoteS
2. 恋のロイヤルストレートフラッシュ
歌：THE シャッフル[メンバー 3]
作詞：真崎エリカ / 作曲：AstroNoteS / 編曲：伊藤嵩也
3. CRAZY GONNA CRAZY
歌：一条シン（寺島惇太）、如月ルヰ（蒼井翔太）
作詞・作曲：小室哲哉 / 編曲：michitomo
4. Reboot -Hiro ver.-
歌：速水ヒロ（前野智昭）
作詞：三重野瞳 / 作曲・編曲：山原一浩
5. LOVE♥MIX
歌：高田馬場ジョージGS（小林竜之）
作詞：三重野瞳 / 作曲・編曲：山原一浩
6. EZ DO DANCE -THUNDER STORM ver.-
歌：大和アレクサンダー（武内駿輔） VS 香賀美タイガ（畠中祐）
作詞・作曲：小室哲哉 / 編曲：michitomo
7. FREEDOM -THUNDER STORM ver.-
歌：仁科カヅキ（増田俊樹）
作詞：三重野瞳 / 作曲・編曲：山原一浩
8. Over the Sunshine!
歌：一条シン（寺島惇太）
作詞：真崎エリカ / 作曲・編曲：AstroNoteS
9. ルナティックDEStiNy
歌：如月ルヰ（蒼井翔太）
作詞：宮嶋淳子（SUPA LOVE） / 作曲・編曲：Yu（SUPA LOVE）
10. pride -KING OF PRISM ver.-
歌：速水ヒロ（前野智昭）
作詞：三重野瞳 / 作曲・編曲：山原一浩
11. 虹色CROWN
歌：Over The Rainbow[メンバー 1]
作詞：真崎エリカ / 作曲・編曲：AstroNoteS

DISC 2
1. Vivi℃ Heart Session!　inst.
2. 恋のロイヤルストレートフラッシュ　inst.
3. CRAZY GONNA CRAZY　inst.
4. Reboot -Hiro ver.-　inst.
5. LOVE♥MIX　inst.
6. EZ DO DANCE -THUNDER STORM ver.-　inst.
7. FREEDOM -THUNDER STORM ver.-　inst.
8. Over the Sunshine!　inst.
9. ルナティックDEStiNy　inst.
10. pride -KING OF PRISM ver.-　inst.
11. 虹色CROWN　inst.

DISC 3
劇伴担当は石塚玲依。
1. メインタイトル
2. ミナトの夕食メニュー
3. タイガの想い
4. ヒロとカヅキ
5. 山田さんの過去
6. 悪と悪の取引
7. 聖の想いと山田コーチ
8. ユキノジョウの稽古
9. 十王院百次朗の小言
10. 冷とカヅキ
11. お風呂場にて
12. ハリウッドのコウジ
13. プリズムショーをやらない？
14. それぞれの対決
15. ヒロと聖
16. 出場者発表
17. 特訓開始
18. 仁の非情な特訓
19. ミナトに託されたレシピ
20. 新たなる決意
21. プリズムキングカップ開幕！
22. 仁の陰謀
23. アレク登場
24. アレクとタイガの審査結果
25. 勝者決定
26. KING OF PRISM
27. 想いを込めて（※本編未使用曲）

## キャラクターソングアルバム

### KING OF PRISM Music Ready Sparking!
『KING OF PRISM Music Ready Sparking!』（キングオブプリズム ミュージックレディスパーキング）は、2016年8月31日に発売されたキャラクターソング集である。
いずれもこのアルバムが初収録となるエーデルローズ新入生7名のキャラクターソングおよび、各キャラクターのスペシャルメッセージを収録。また、アニミュゥモ限定購入特典として『EZ DO DANCE』の大和アレクサンダー（声：武内駿輔）ソロバージョンを収録したスペシャルCDが頒布された。
収録曲
1. Message from 一条シン
2. Sweet Sweet Sweet
歌：一条シン（寺島惇太）
作詞：宮嶋淳子 / 作曲・編曲：Yu
3. Message from 太刀花ユキノジョウ
4. アゲハ蝶、夢舞い恋しぐれ
歌：太刀花ユキノジョウ（斉藤壮馬）
作詞：宮嶋淳子 / 作曲・編曲：Yu
5. Message from 香賀美タイガ
6. レジェンド・ワールド
歌：香賀美タイガ（畠中祐）
作詞：宮嶋淳子 / 作曲・編曲：Yu
7. Message from 十王院カケル
8. Groovin' Chara-Emo Night
歌：十王院カケル（八代拓）
作詞：宮嶋淳子 / 作曲・編曲：hisakuni
9. Message from 鷹梁ミナト
10. Home sweet Home
歌：鷹梁ミナト（五十嵐雅）
作詞：宮崎まゆ / 作曲・編曲：高橋修平
11. Message from 西園寺レオ
12. 桃色MAXジャンプ！
西園寺レオ（永塚拓馬）
作詞：片桐周太郎、七倉 / 作曲・編曲：片桐周太郎
13. Message from 涼野ユウ
14. Zeus♂ ～俺は最強スター～
歌：涼野ユウ（内田雄馬）
作詞：結城麗花 / 作曲・編曲：賀佐泰洋
15. Sweet Sweet Sweet (inst.)
16. アゲハ蝶、夢舞い恋しぐれ (inst.)
17. レジェンド・ワールド (inst.)
18. Groovin' Chara-Emo Night (inst.)
19. Home sweet Home (inst.)
20. 桃色MAXジャンプ！ (inst.)
21. Zeus♂ ～俺は最強スター～ (inst.)

### KING OF PRISM RUSH SONG COLLECTION -RED NIGHT VAMPIRE-
2018年6月6日に発売予定。

## キャラクターソングシングル

### 劇場版KING OF PRISM -PRIDE the HERO- ユニットプロジェクト
エーデルローズ生10名がそれぞれペアを組み、ユニットとして発表したCDシリーズ。CDごとに該当する地区の映画館のみで発売された「劇場限定盤」と、一般流通で発売された「全国盤」の2バージョンが存在する。
劇場限定盤に収録されるオーディオドラマ「ユニットプロジェクト、始動！」にはエーデルローズ生10名が登場し、すべてのCDで内容は同一。全国盤にはそれぞれ個別のドラマパート「組み合わせ決定編」が収録されている。

#### ユキノジョウ&レオ
収録曲
1. 異体同心RESPECT!
歌：太刀花ユキノジョウ（斉藤壮馬）、西園寺レオ（永塚拓馬）
作編曲：AstroNoteS    作詞：真崎エリカ
2. オーディオドラマ「ユニットプロジェクト、始動！」
3. オーディオドラマ「ユキノジョウ&レオ ～組み合わせ決定編～」（全国盤にのみ収録）
4. 異体同心RESPECT! Inst.

#### シン&カケル
収録曲
1. VI VA VACANCES!
歌：一条シン（寺島惇太）、十王院カケル（八代拓）
作編曲：AstroNoteS    作詞：真崎エリカ
2. オーディオドラマ「ユニットプロジェクト、始動！」
3. オーディオドラマ「シン&カケル ～組み合わせ決定編～」（全国盤にのみ収録）
4. VI VA VACANCES! Inst.

楽曲背景
エイベックスピクチャーズの西は、アニミューモとのインタビューの中で、この2人を組ませた理由について、一見真逆のように見えて、周囲を幸せにさせるということを理由として挙げている。
作詞を担当した真崎エリカは、個性の異なる2人だからこそ、盛り上げ方や楽しませ方も異なるだろうとと考えながら各々の言い回しを創造するのが楽しかったと前述のインタビューの中で話している。

#### コウジ&ミナト
収録曲
1. Delicious Essence
歌：神浜コウジ（柿原徹也）、鷹梁ミナト（五十嵐雅）
作編曲：AstroNoteS    作詞：真崎エリカ
2. オーディオドラマ「ユニットプロジェクト、始動！」
3. オーディオドラマ「コウジ&ミナト ～組み合わせ決定編～」（全国盤にのみ収録）
4. Delicious Essence Inst.

#### カヅキ&タイガ
収録曲
1. NEO STREET STREAM
歌：仁科カヅキ（増田俊樹）、香賀美タイガ（畠中祐）
作編曲：AstroNoteS    作詞：真崎エリカ
2. オーディオドラマ「ユニットプロジェクト、始動！」
3. オーディオドラマ「カヅキ&タイガ ～組み合わせ決定編～」（全国盤にのみ収録）
4. NEO STREET STREAM Inst.

#### ヒロ&ユウ
収録曲
1. サマースカイ・モノローグ
歌：速水ヒロ（前野智昭）、涼野ユウ（内田雄馬）
作編曲：AstroNoteS    作詞：真崎エリカ
2. オーディオドラマ「ユニットプロジェクト、始動！」
3. オーディオドラマ「ヒロ&ユウ ～組み合わせ決定編～」（全国盤にのみ収録）
4. サマースカイ・モノローグ Inst.

### ユニットメンバー
1. 1 2  神浜コウジ（柿原徹也）、速水ヒロ（前野智昭）、仁科カヅキ（増田俊樹）
2. ↑  一条シン（寺島惇太）、太刀花ユキノジョウ（斉藤壮馬）、十王院カケル（八代拓）、香賀美タイガ（畠中祐）、西園寺レオ（永塚拓馬）、鷹梁ミナト（五十嵐雅）、涼野ユウ（内田雄馬）
3. ↑  高田馬場ジョージGS（小林竜之）、五反田ココロ（浦田わたる）、御徒町ツルギ（橋本晃太朗）、鶯谷モンド（長谷徳人）、神田ミツバ（江田拓寛）